# Carmo Cintra
José Pinto do Carmo Cintra (Amparo, 30 de abril de 1850 — São Paulo, 17 de outubro de 1929) foi um advogado, empresário, proprietário rural e banqueiro brasileiro.

## Empresário
Filho do terceiro Barão de Campinas, Carmo Cintra herdou grandes porções de terras nos municípios paulistas de Amparo e Serra Negra, dedicando-se à cafeicultura.
Sob a liderança da empresa 'Carmo Cintra e Irmão, foi responsável por diversos empreendimentos, como a Fábrica de Gás e Óleos Minerais de Taubaté. Fundou o Banco Construtor e Agrícola do Estado de São Paulo e, em sua terra natal, construiu, em 1890, o Teatro João Caetano, sob encomenda ao engenheiro Garcia Redondo e decoração por Benedito Calixto.

## Republicano
A despeito de suas origens nobiliárquicas, Carmo Cintra fora republicano histórico. Participou, na residência de Bernardino José de Campos Júnior, em Amparo, das primeiras reuniões republicanas desta cidade, bem como representou o burgo amparense na Convenção de Itu, em 1873, importante evento da história republicana brasileira.
Sobre sua vida republicana, o jornalista Luís Martins escreveu a obra O Patriarca e o Bacharel, em que narra, sob o pano de fundo da vida de Carmo Cintra, o movimento republicano em um viés parricida e decepcionante diante das mazelas enfrentadas no início do novo regime no Brasil.
Em sua homenagem, o governo paulista denominou uma via pública em seu nome, a rua Carmo Cintra, no bairro do Bom Retiro, na região central da cidade.